# Chalcoscirtus glacialis
Chalcoscirtus glacialis là một loài nhện trong họ Salticidae.
Loài này thuộc chi Chalcoscirtus. Chalcoscirtus glacialis được Lodovico di Caporiacco miêu tả năm 1935.